# Miss Países Baixos
Miss Países Baixos é um concurso de beleza feminino de nível nacional formado em 1991 pela empresária Kim Kötter, que escolhe as mais belas e mais capacitadas holandesas em busca das duas principais coroas do planeta, o de Miss Universo e o de Miss Mundo. A Holanda tem apenas uma coroa de Miss Universo, conquistada pela loira Angela Visser em 1989. Já no Miss Mundo, possui duas coroas. 
A detentora em 2023 do título é Rikkie Kollé.

## Vencedores

### Miss Universo

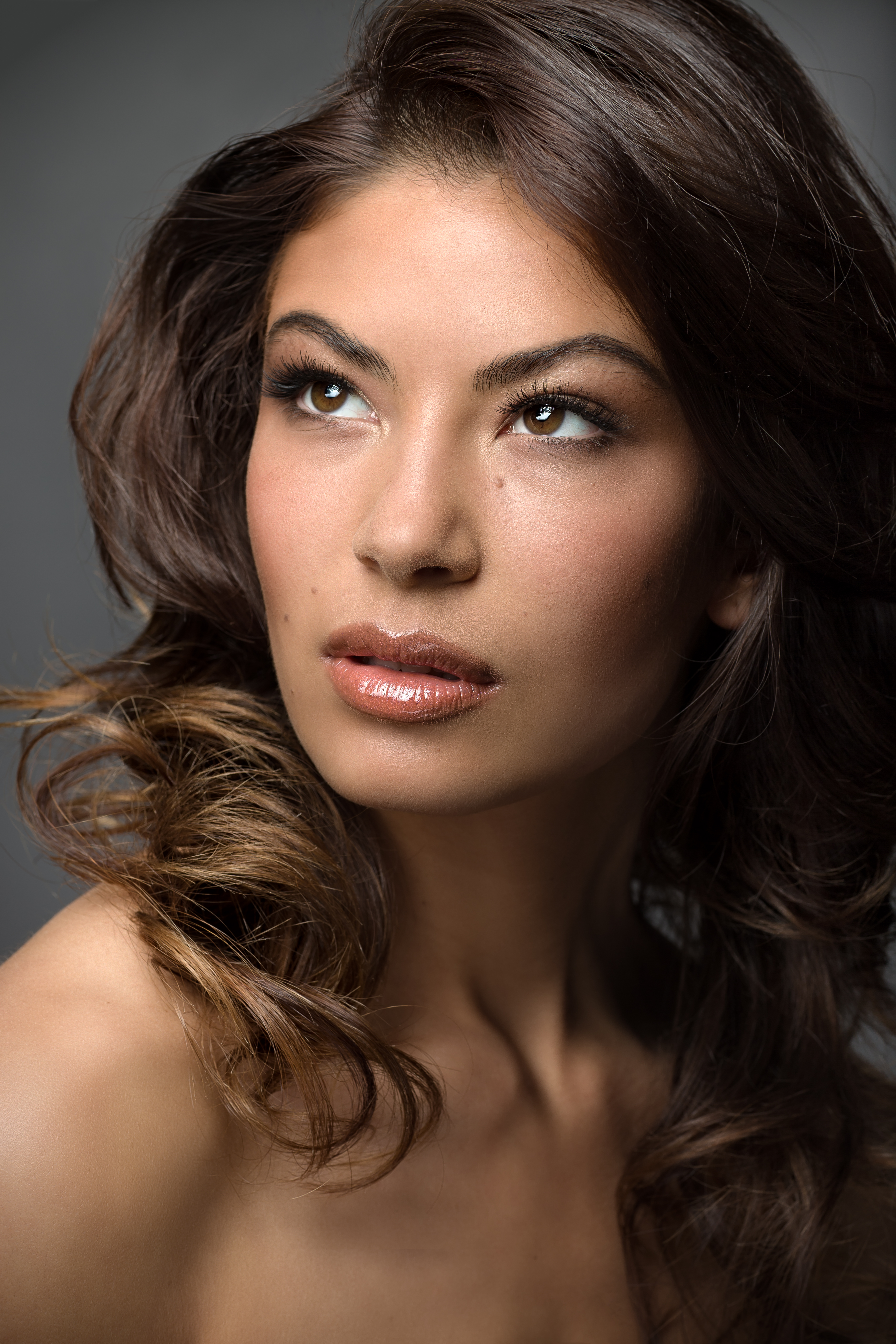
Avalon Weyzig competiu no Miss Universo 2009 realizado em Nassau, nas Bahamas.

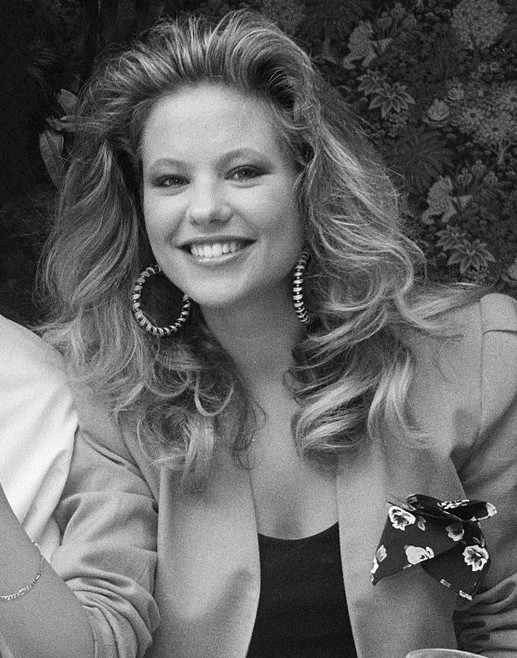
Angela Visser, a única holandesa a obter a coroa de Miss Universo, em 1989.

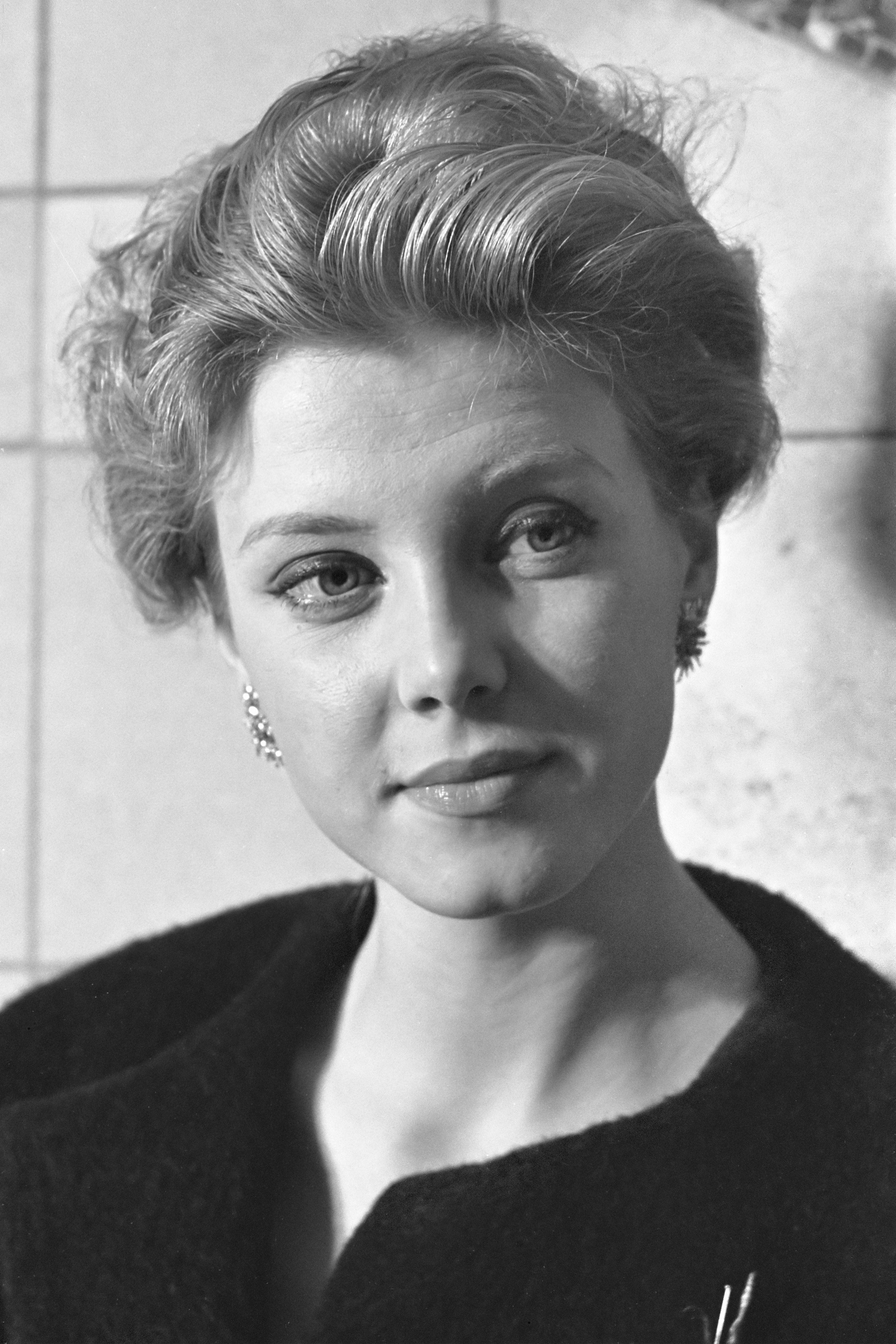
Corine Rottschäfer, competiu no Miss Universo 1958 e venceu um ano depois o Miss Mundo 1959.

| Ano  | Vencedoras             | Província         | Colocação              |
| 2023 | Rikkie Kollé           | Holanda do Norte  |                        |
| 2022 | Ona Moody              | Holanda do Norte  |                        |
| 2021 | Julia Sinning          | Holanda do Norte  |                        |
| 2020 | Sharon Pieksma         |                   |                        |
| 2019 | Sharon Pieksma         | Holanda do Sul    |                        |
| 2018 | Rahima Ayla Dirkse     | Holanda do Sul    |                        |
| 2017 | Nicky Opheij           | Brabante do Norte |                        |
| 2016 | Zoey Ivory             | Flevolândia       |                        |
| 2015 | Jessie Jazz Vuijk      | Holanda do Sul    |                        |
| 2014 | Yasmin Verheijen       | Holanda do Norte  | 4º. Lugar              |
| 2013 | Stephanie Tency        | Holanda do Norte  |                        |
| 2012 | Nathalie den Dekker    | Holanda do Norte  |                        |
| 2011 | Kelly Weekers          | Limburgo          | Semifinalista (Top 16) |
| 2010 | Desirée van den Berg   | Holanda do Norte  |                        |
| 2009 | Avalon-Chanel Weyzig   | Flevolândia       |                        |
| 2008 | Charlotte Labee        | Holanda do Sul    |                        |
| 2005 | Sharita Sopacua        | Brabante do Norte |                        |
| 2004 | Lindsay Pronk          | Brabante do Norte |                        |
| 2003 | Tessa Brix             | Holanda do Sul    |                        |
| 2002 | Kim Kötter             | Overissel         |                        |
| 2001 | Reshma Roopram         | Holanda do Sul    |                        |
| 2000 | Chantal van Roessel    | Brabante do Norte |                        |
| 1998 | Jacqueline Rotteveel   | Holanda do Norte  |                        |
| 1996 | Marja de Graaf         | Drente            |                        |
| 1995 | Chantal van Woensel    | Zelândia          |                        |
| 1994 | Irene van de Laar      | Holanda do Sul    |                        |
| 1993 | Angelique van Zalen    | Holanda do Norte  |                        |
| 1992 | Vivian Jansen          | Brabante do Norte | 5º. Lugar              |
| 1991 | Paulien Huizinga       | Utrecht           | 2º. Lugar              |
| 1990 | Stephanie Halenbeek    | Holanda do Norte  |                        |
| 1989 | Angela Visser          | Holanda do Sul    | MISS UNIVERSO 1989     |
| 1988 | Annabet Berendsen      | Holanda do Norte  |                        |
| 1987 | Janny Ter Velde        | Overissel         |                        |
| 1986 | Caroline Veldkamp      | Holanda do Norte  |                        |
| 1985 | Brigitte Bergman       | Utrecht           |                        |
| 1984 | Nancy Neede            | Holanda do Norte  | Semifinalista (Top 10) |
| 1983 | Nancy Lalleman         | Holanda do Norte  |                        |
| 1982 | Brigitte Dierickx      | Holanda do Norte  |                        |
| 1981 | Ingrid Schouten        | Holanda do Sul    | Semifinalista (Top 10) |
| 1980 | Karin Gooyer           | Guéldria          |                        |
| 1979 | Eunice Bharatsingh     | Holanda do Sul    |                        |
| 1978 | Karin Gustafsson       | Holanda do Norte  | Semifinalista (Top 10) |
| 1977 | Ineke Berends          | Holanda do Norte  | Semifinalista (Top 10) |
| 1976 | Nannetje Nielen        | Holanda do Norte  |                        |
| 1975 | Lynda Snippe           | Holanda do Norte  |                        |
| 1974 | Nicoline Broeckx       | Brabante do Norte |                        |
| 1973 | Monique Borgeld        |                   |                        |
| 1972 | Jenny Ten Wolde        | Groninga          |                        |
| 1971 | Laura Mulder Smid      | Holanda do Norte  |                        |
| 1970 | Maureen Renzen         |                   |                        |
| 1969 | Welmoed Hollenberg     |                   |                        |
| 1968 | Nathalie Heyl          |                   |                        |
| 1967 | Irene van Campenhout   | Holanda do Sul    | Semifinalista (Top 15) |
| 1966 | Margo Domen            | Holanda do Sul    | Semifinalista (Top 15) |
| 1965 | Anja Schuit            | Holanda do Norte  | 5º. Lugar              |
| 1964 | Henny Deul             |                   |                        |
| 1963 | Elsa Onstenk           | Guéldria          |                        |
| 1962 | Marjan van der Heijden |                   |                        |
| 1961 | Gita Kamman            |                   |                        |
| 1960 | Carinna Verbeck        |                   |                        |
| 1959 | Peggy Erwich           | Holanda do Norte  |                        |
| 1958 | Corine Rottschäfer     | Holanda do Norte  | Semifinalista (Top 16) |
| 1956 | Rita Schmidt           | Holanda do Norte  |                        |

### Prêmios especiais
- Miss Fotogenia: Corine Rottschafer (1958)
- Melhor Traje Típico: Henny Deul (1964)